# Museu Nacional de la República del Kazakhstan
El Museu Nacional de la República del Kazakhstan (Қазақстан Республикасының Ұлттық музейі) és un museu etnològic, d'història i art situat a Astanà, al Kazakhstan.
El museu obrí les portes el 2 de juliol de 2014 en un edifici de 74.000 metres quadrats. Està administrat pel Ministeri de Cultura i Esport de la República del Kazakhstan.
El museu compta amb exhibicions permanents d'etnologia, arqueologia, història i art modern de la regió de l'actual Kazakhstan, i dues exhibicions dedicades a peces històriques fetes amb or. El museu acull també exhibicions temporals d'origen estranger.